# Галатина
Галатина (итал. Galatina) — коммуна в Италии, располагается в регионе Апулия, в провинции Лечче.
Население составляет 27 555 человек (2008 г.), плотность населения составляет 340 чел./км². Занимает площадь 81 км². Почтовый индекс — 73013. Телефонный код — 0836.
Покровителями коммуны почитаются святые апостолы Пётр и Павел, празднование 29 июня.

## Демография
Динамика населения:

## Администрация коммуны
- Официальный сайт: http://www.comune.galatina.le.it/